# مارلنا هواکیمیان
مارلنا ژیرایری هواکیمیان (ارمنی: Մառլենա Ժիրայրի Հովակիմյան؛  زادهٔ ۲ مارس ۱۹۴۲ - درگذشته ۳۱ مهٔ ۲۰۲۴) یک شیمی‌دان اهل ارمنستان بود.

## زندگی‌نامه
در	۲ مارس ۱۹۴۲ در ایروان به دنیا آمد و از دانشگاه دولتی ایروان (۱۹۶۳) فارغ‌التحصیل شد. وی همچنین برنده دانشمند شایسته جمهوری ارمنستان (۲۰۱۳) شده‌است. وی در ۳۱ مهٔ ۲۰۲۴ در سن ۸۲ سالگی درگذشت.

## یادداشت
1. ↑  քիմիական գիտությունների դոկտոր